# Панков, Владимир Николаевич
Влади́мир Никола́евич Панко́в (род. 4 июля 1975, Москва) — российский режиссёр театра и кино, театральный и киноактёр, музыкант, композитор, преподаватель. Художественный руководитель Московского государственного театра «Ленком Марка Захарова» с января 2025 года. Художественный руководитель театра «Центр драматургии и режиссуры» с августа 2016 года и Студии SounDrama с 2003 года. Заведующий кафедрой саунд-драмы ГИТИСа. Заслуженный деятель искусств Российской Федерации (2023).

## Биография
Родился 4 июля 1975 года в Москве. Окончил РАТИ-ГИТИС в 1999 году, мастерская О. Л. Кудряшова по специальности актёр.
С сентября 1999 года по май 2003 года — актёр Московского государственного театр эстрады.
В 2000 году совместно с Владимиром Нелиновым, Сергеем Родюковым и Владимиром Кудрявцевым создал музыкальную группу «Пан-квартет», которая со временем переросла в Студию SounDrama, объединившую музыкантов, артистов, художников, хореографов. Название коллектива, студии, а теперь — и нового жанра появилось при выходе спектакля «Красной ниткой» в 2003 году.

Панков в драму пришёл из музыки и с музыкой. Свою группу он теперь уже назвал SounDrama, обозначив буквой «D» некую игру — слияние слов sound и drama, звука и драмы, подчеркнув тем самым природу единства этих принципиально важных для него слов.
— Ольга Галахова, «Петербургский театральный журнал» 2016
С 2004 по 2007 год был ведущим детской музыкальной программы «Без репетиций» на канале «ТВ Центр».
В 2012 году состоялся дебют в кинематографе — фильм «Доктор», созданный по пьесе и сценарию Елены Исаевой.
Вёл курс на факультете эстрады в ГИТИСе.
Играет на музыкальных инструментах: кларнет, рожки, флейты, диджериду, гитара, чаранга, балалайка, гусли, духовые, перкуссия. Как актёр был задействован в более чем 25 спектаклях.
Заведует кафедрой саунд-драмы факультета новых направлений сценических искусств ГИТИСа.
С августа 2016 года — художественный руководитель московского театра Центр драматургии и режиссуры. В январе 2025 года назначен художественным руководителем Московского государственного театра «Ленком Марка Захарова». Совмещает две должности.

## Режиссёр-постановщик спектаклей
- «Красной ниткой» (А. Железцов, 2003, театр «Центр драматургии и режиссуры» совместно с Театр.doc, Москва)
- «Doc.tor» (Е. Исаева, 2005, Студия SounDrama совместно с Театр.doc, Москва)
- «Переход» (коллектив драматургов, куратор — Е. Исаева, 2006, театр «Центр драматургии и режиссуры» совместно со студией SounDrama, Москва)
- «Морфий» (М. Булгаков, 2006, Московский театр «Et Cetera»)
- «Гоголь. Вечера» Части I, II и III (Н. Гоголь 2007, 2008, 2009, студия SounDrama, Центр им. Вс. Мейерхольда, компания «Театральные решения», Москва)
- «Молодец/Le Gars» (М. Цветаева, 2007, студия SounDrama совместно с Театром Наций, театр Trident, Scène Nationale de Cherbourg-Octeville, Москва – Шербур)
- «Свадьба» (А. Чехов, 2009, Национальный академический театр имени Янки Купалы, Минск)
- «Территория любви» (М. Кристофер, 2009, Арт-Партнёр XXI, Москва)
- «Ромео и Джульета» (В. Шекспир, 2009, Театр Наций, Москва)[9]
- «Семь лун» (А. Навои, 2010, Театр «Ильхом» имени Марка Вайля, Ташкент)
- «Я, Пулемётчик» (Ю. Клавдиев, 2010, Студия SounDrama, Москва)
- «Город. ОК» (В. Ирвинг и М. Салтыков-Щедрин, 2011, Международный театральный фестиваль им. А. П. Чехова, Москва)
- «Синдром Орфея» (В. Маяковский Ж. Кокто, 2012, Театр Види-Лозан и Международный театральный фестиваль им. А. П. Чехова, Лозанна)
- «Дождь за стеной» (Ю. Клавдиев, 2013, Театр «Ильхом» имени Марка Вайля, Ташкент)
- «Машина» (Ю. Клавдиев, 2013, Гоголь-центр, Москва)
- «Сказка» (По мотивам произведения А. Пушкина «Сказка о мёртвой царевне и о семи богатырях», Провинциальные танцы, Екатеринбург)
- «Двор» (Е. Исаева, 2014, Гоголь-центр, Москва)
- «Война» (Р. Олдингтон, Гомер и Н. Гумилёв, 2014, Международный театральный фестиваль им. А. П. Чехова и Эдинбургский международного фестиваль, Москва — Эдинбург)
- «Кто боится Вирджинии Вульф?» (Э. Олби, 2015, Арт-Партнёр XXI, Москва)
- «Утиная охота» (А. Вампилов, 2015, Московский театр «Et Cetera»)
- «Зойкина квартира» (М. Булгаков, 2015, Свердловский театр драмы)
- «Демон» (М. Лермонтов, 2016, Международная конфедерации театральных союзов, Бишкек)
- «Москва — открытый город. Переход» (2017, театр «Центр драматургии и режиссуры», Москва)
- «Три сестры» (А. Чехов, 2017, БДТ им. Г.А. Товстоногова, Санкт-Петербург)
- «Цветаева. Федра» (М. Цветаева, 2017, Театр «Ильхом», Ташкент)
- «Старый дом» (А. Казанцев, 2017, театр «Центр драматургии и режиссуры», Москва)[10]
- «Кеды» (Л. Стрижак, 2017, театр «Центр драматургии и режиссуры», Москва)
- «Однорукий из Спокана» (М. Макдонах, 2018, театр «Центр драматургии и режиссуры», Москва)[11]
- «Мама» (А. Волошина, 2018, театр «Центр драматургии и режиссуры», Москва)
- «Медведь» (А. Чехов, 2019, театр «Центр драматургии и режиссуры» совместно с МТФ им. А.Чехова, Москва)[12]
- «Фабричная девчонка» (А. Володин, 2019, театр «Центр драматургии и режиссуры», Москва)
- «Загнанных лошадей пристреливают, не правда ли?» (Х. Маккой, 2020, театр «Центр драматургии и режиссуры», Москва)[13]
- «Театр» (С. Моэм, 2021, Московский театр «Современник»)
- «Риголетто» (Д. Верди, 2021, МАМТ)
- «Скоморох Памфалон» (Н. Лесков, 2022, театр «Центр драматургии и режиссуры», Москва)[14]
- «Мандат» (Н. Эрдман, 2023, Московский театр «Et Cetera»)
- «Измена» (Л. Зорин, 2023, Свердловский театр драмы)
- «Курьер» (К. Шахназаров, 2024, театр «Центр драматургии и режиссуры», Москва)[15]

Спектакли были созданы в ко-продукции с театрами: «Центр драматургии и режиссуры», Et cetera, Центр им. Вс. Мейерхольда, Театр наций, Театральным агентством «Арт-Партнёр XXI», «Провинциальные танцы» (Екатеринбург), Гоголь-центр и Международный театральный фестиваль им. А. П. Чехова, а также «Ильхом» (Ташкент, Узбекистан), Театр имени Янки Купалы (Минск, Беларусь), Vidy-Lausanne (Лозанна, Швейцария), «Шестая студия» (Нью-Йорк, США), La compagnie des 3 sentiers (Париж, Франция), Le Trident, Scène Nationale (Шербург, Франция), Théâtre les Ateliers (Лион, Франция).

## Режиссёр оперы
- «Риголетто» Джузеппе Верди. Московский музыкальный театр имени К. С. Станиславского и Вл. И. Немировича-Данченко (2021)[16].

## Фильмография
- 2002 — Каменская 2 — режиссёр ТВ
- 2003 — Фейерверк. Честь имею — Макс
- 2004 — Дети Арбата — Глеб
- 2004 — Лесная царевна — Петрушка/Жив-человек/Слепец/Ночной сторож/Опричник
- 2005 — Авантюристка — вокалист панк-группы
- 2005 — Таксистка 2 — Эпизод
- 2006 — Кромъ
- 2006 — Никто не знает про секс — «Снежный человек»
- 2007 — Похождение, составленное по поэме Н. В. Гоголя «Мёртвые души» (фильм-спектакль)
- 2007 — Сокровище — Вампир
- 2010 — Потерпевший
- 2012 — Доктор — эпизод (камео)
- 2013 — Людмила Зыкина — Саныч, мастер на заводе
- 2014 — Холодный расчёт — Сергей Воронов
- 2015 — Взрослые дочери — Вася

## Награды и звания
- 6 июня 2023 — Заслуженный деятель искусств Российской Федерации — за вклад в развитие отечественной культуры и искусства, многолетнюю плодотворную деятельность[17].

## Премии
- 2002 — лауреат театральной премии газеты «Московский комсомолец» — Лучшая музыка года и Лучшая роль второго плана в спектакле «Пластилин» К. Серебренникова[18]
- 2003 — «Акция по поддержке театральных инициатив»
- 2003 — «Дебют-2003» за вокальные партии в спектакле «Сладкоголосая птица юности»
- 2004 — награжден президентским грантом Фонда развития театральных инициатив[19]
- 2005 — лауреат молодёжной премии «Триумф»
- 2005 — лауреат премии «Чайка» за музыку к спектаклю «Двенадцатая ночь»
- 2015 — лауреат премии «Золотая маска» — Лучший спектакль в оперетте/мюзикле за спектакль «Машина» в Гоголь-центре
- 2015 — лауреат Премии Губернатора Свердловской области за выдающиеся достижения в области искусства и литературы, премии Свердловского областного конкурса и фестиваля «Браво!» — 2014 в номинации «Лучшая работа режиссёра» за спектакль «Зойкина квартира» в Свердловском театре драмы
- 2017 — лауреат премии «Гвоздь сезона» за спектакль «Утиная охота»
- 2018 — лауреат театральной премии газеты «Московский комсомолец» за спектакль «Старый дом»
- 2019 — лауреат премии «Гвоздь сезона» за спектакль «Старый дом»
- 2019 — лауреат премии города Москвы в области литературы и искусства за создание спектаклей «Москва — открытый город. Переход», «Старый дом», «Кеды», «Однорукий из Спокана», «Мама»
- 2021 — лауреат II Международного Театрального онлайн-фестиваля одной пьесы Александра Вампилова «Утиная охота 20.21» за спектакль «Утиная охота» в  театре «Et Cetera»
- 2021 — лауреат театральной премии газеты «Московский комсомолец» за спектакль «Загнанных лошадей пристреливают, не правда ли?»
- 2023 — лауреат театральной премии газеты «Московский комсомолец» за спектакль «Скоморох Памфалон»
- 2023 — лауреат премии «Звезда Театрала» в номинации «Лучший режиссёр» за постановку спектакля «Мандат»
- 2024 — лауреат VIII фестиваля «Уроки режиссуры» за спектакль «Скоморох Памфалон»[20]

### Премии Студии SounDrama
- Гран-при фестиваля авторского кино «Полный артхаус», 2013 г., Челябинск, Россия — фильм «Доктор»
- МК «За эксперимент года», 2012 г., Москва, Россия — спектакль «Город. ОК»
- МК «За лучшую мужскую роль второго плана», 2012 г., Москва, Россия — спектакль "Город. ОК, Павел Акимкин
- «Хрустальная Турандот», 2011 г., Москва, Россия — спектакль «Ромео и Джульетта», Сэсэг Хапсасова
- «Ильхом» Марка Вайля, 2010 г., Ташкент, Узбекистан — спектакль «СЕМЬ ЛУН»
- «Ильхом» Марка Вайля, 2010 г., Ташкент, Узбекистан — спектакль «СЕМЬ ЛУН», Наталья Жолобова и Сергей Агафонов
- МК «За лучшую мужскую роль второго плана», 2010 г., Москва, Россия — спектакль «Ромео и Джульетта», Анастасия Сычева
- Гран-при фестиваля «Белая Вежа», 2009 г., Брест, Белоруссия — «Гоголь. Вечера. Весна»
- Гран-при фестиваля «ДемоЛюди», 2007 г., Ольштын, Польша, — спектакль «Гоголь. Вечера. Весна»
- Гран-при фестиваля «Контакт», 2007 г., Торунь, Польша — спектакль «Переход»
- «Хрустальная Турандот», 2007 г., Москва, Россия — спектакль «Морфий», Алексей Черных
- Гран-при фестиваля «NA POMOSTACH», 2006 г., Ольштын, Польша — спектакль «Док.тор»
- гран-при фестиваля «Новая драма», 2006 г., Москва, Россия — спектакль «Док.тор»
- МК «За лучший спектакль», 2006 г., Москва, Россия — спектакль «Док.тор»
- фестиваля «Контакт», 2007 г., Торунь, Польша приз за оригинальную театральную форму и за лучшее музыкальное сопровождение — спектакль «Красной ниткой»
- театральная премия газеты «Московский комсомолец» — «Лучший спектакль большой формы» — «Война» (Чеховский и Эдинбургский фестивали), 2015 г.[21]
- театральная премия газеты «Московский комсомолец» — Лучший спектакль в категории «полумэтры» назван «Старый дом» 18 июля 2018 года[22]